# Kościół św. Klemensa w Lgocie Wielkiej
Kościół świętego Klemensa – rzymskokatolicki kościół parafialny w Lgocie Wielkiej, należący do parafii pod tym samym wezwaniem (dekanat Sulmierzyce archidiecezji częstochowskiej).

## Historia
Jest to świątynia wzniesiona w 1767 roku. Ufundowana została przez Tomasza Nałęcz Russyana. Była restaurowana w 1869 roku – wówczas dobudowano zakrystię i kruchtę. W 1977 r. przeprowadzono remont kościoła. W ołtarzu głównym znajduje się uważany za cudowny obraz Matki Bożej. Po odnowieniu został uroczyście intronizowany przez arcybiskupa częstochowskiego Stanisława Nowaka 19 lutego 2000 r. Obraz, który nazywano obrazem Matki Bożej Różańcowej, otrzymał wówczas tytuł Matki Bożej Łaskawej.

## Architektura

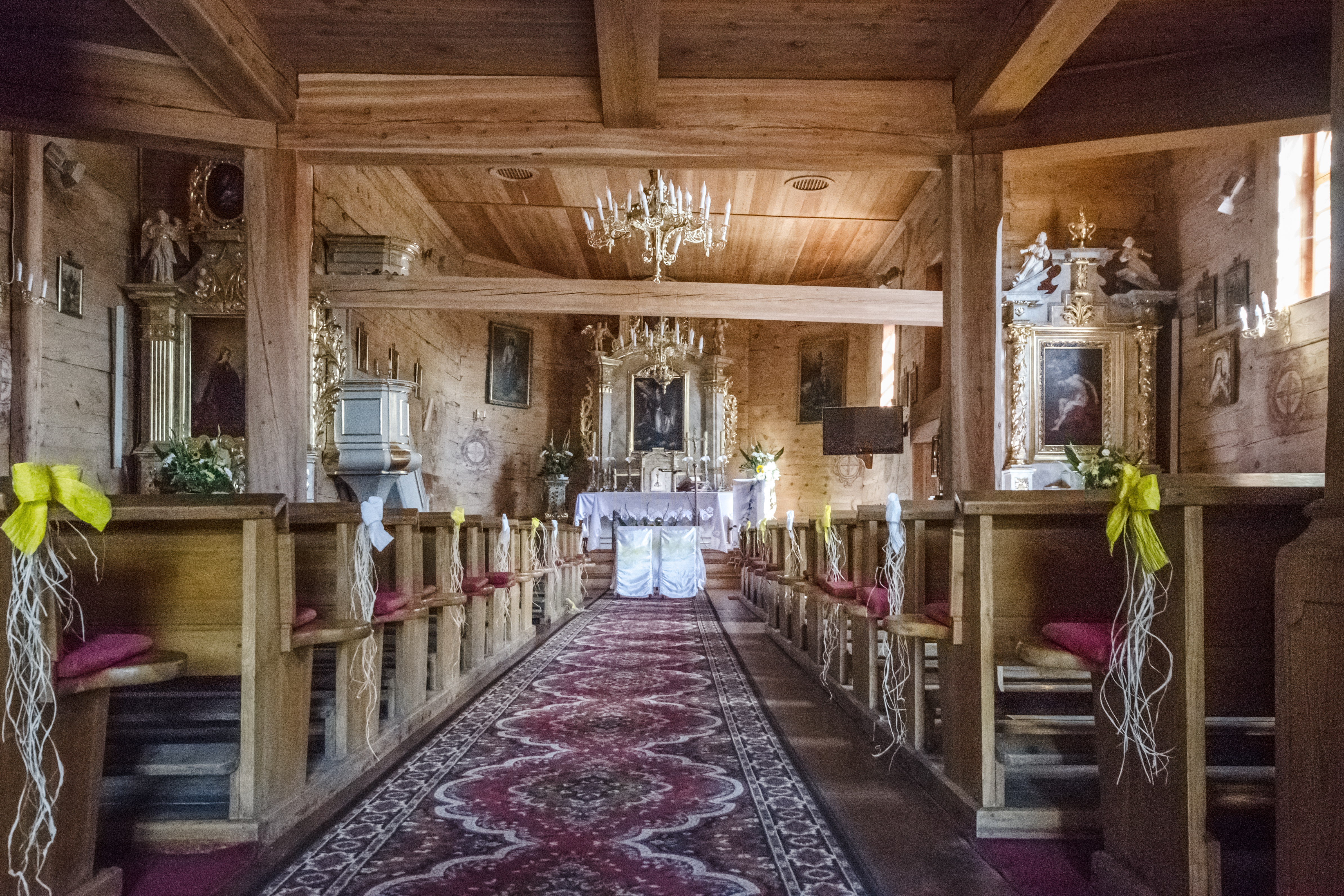
Wnętrze świątyni

Budowla jest drewniana, jednonawowa, posiada konstrukcję zrębową. Kościół jest orientowany. Posida prezbiterium mniejsze w stosunku do nawy, zamknięte trójbocznie, przy prezbiterium są umieszczone dwie boczne zakrystie. Od frontu nawy znajduje się kruchta. Wieża jest nadbudowana nad nawą. Zwieńcza ją kopulasty blaszany dach hełmowy z latarnią. Świątynię nakrywa dach dwukalenicowy, pokryty blachą. Wnętrze nakryte jest stropem z polichromią. Ołtarze powstały w 1 połowie XIX wieku. Dwa krucyfiksy zostały wykonane w XVII wieku.